# Municipio de Middletown (Minnesota)
El municipio de Middletown (en inglés: Middletown Township) es un municipio ubicado en el condado de Jackson en el estado estadounidense de Minnesota. En el año 2010 tenía una población de 227 habitantes y una densidad poblacional de 2,43 personas por km².

## Geografía
El municipio de Middletown se encuentra ubicado en las coordenadas 43°32′40″N 95°1′33″O / 43.54444, -95.02583. Según la Oficina del Censo de los Estados Unidos, el municipio tiene una superficie total de 93.6 km², de la cual 92,36 km² corresponden a tierra firme y (1,33 %) 1,24 km² es agua.

## Demografía
Según el censo de 2010, había 227 personas residiendo en el municipio de Middletown. La densidad de población era de 2,43 hab./km². De los 227 habitantes, el municipio de Middletown estaba compuesto por el 99,12 % blancos, el 0,88 % eran asiáticos. Del total de la población el 0,44 % eran hispanos o latinos de cualquier raza.